# Ocean Eyes
Ocean Eyes es el segundo álbum de estudio de Owl City. Estuvo disponible en descarga el 14 de julio de 2009 en iTunes, y el 1 de septiembre en las tiendas, con la imagen del hotel Burj Al Arab en la portada del álbum. También se lanzó una versión en vinilo y doble CD "deluxe" del álbum. La versión "deluxe" fue lanzada el 26 de enero de 2010 e incluye tres nuevas canciones y una remezcla de "Hello Seattle". El álbum incluye la colaboración del cantante de Relient K, Matt Thiessen, en las canciones "Fireflies", "Cave In", "The Bird and the Worm" y "Tidal Wave".

## Vista general
El 14 de julio de 2009, la canción "Fireflies" fue elegida como sencillo de la semana en la tienda iTunes. Esto condujo a un inmediato éxito de la canción, que obtuvo 650.000 descargas y ayudó al álbum a alcanzar el segundo puesto en la tienda estadounidense. Como consecuencia, el sello discográfico lanzó una versión física del álbum a partir del 28 de julio de 2009 hasta el 1 de septiembre de 2009. Adam Young, que utiliza el seudónimo de Owl City, aseguró a The Sun que "Cave In" era especial para él porque "la canción capta, en pocas palabras, todas mis esperanzas y sueños". El álbum vendió, aproximadamente, 18.000 copias digitales en su primera semana. El álbum ha vendido alrededor de 600.000 copias y se coló entre los diez primeros puestos en las listas estadounidenses. La misma semana de su debut, el sencillo "Fireflies" entró en el Billboard Hot 100. Finalmente, Ocean Eyes llegó al número uno en iTunes después de que el precio del álbum bajase durante un tiempo limitado.
El álbum incluye versiones ligeramente modificadas de canciones que aparecieron en álbumes anteriores, como "Hello Seattle" de Of June y "On The Wing" y "The Saltwater Room" de Maybe I'm Dreaming.

## Acogida
Ocean Eyes ha recibido críticas dispares por parte de los medios y críticos especializados, con un resultado global, según Metacritic, de 53/100. El álbum cosechó críticas positivas de, por ejemplo, Entertainment Weekly, que aprueba el álbum con una calificación de B+, asegurando que el álbum llena con coros pegadizos y que el momento álgido llega con "Dental Care". Por su parte, la revista Alternative Press otorga una puntuación de 3/5, asegurando que el álbum "tiene algunos toques encantadores de pop" y sitúa a Young como "meritorio sustituto de Postal Service".
Sin embargo, Rolling Stone dijo quedar decepcionado, con una calificación de 2/5. La revista se muestra especialmente crítica con las canciones lentas, describiendo como "sólo sensiblería" canciones como "On the Wing". AllMusic dio una calificación de 2,5/5.

## Listado de canciones
Todas las canciones escritas y compuestas por Adam Young, excepto donde se especifique. 
| N.º | Título                   | Escritor(es)            | Duración |  |
| 1.  | «Cave In»                | Thiessen                | 4:02     |  |
| 2.  | «The Bird and the Worm»  | Young, Matthew Thiessen | 3:27     |  |
| 3.  | «Hello Seattle»          |                         | 2:47     |  |
| 4.  | «Umbrella Beach»         |                         | 3:50     |  |
| 5.  | «The Saltwater Room»     |                         | 4:02     |  |
| 6.  | «Dental Care»            |                         | 3:11     |  |
| 7.  | «Meteor Shower»          |                         | 2:14     |  |
| 8.  | «On the Wing»            |                         | 5:01     |  |
| 9.  | «Fireflies»              |                         | 3:48     |  |
| 10. | «The Tip of the Iceberg» |                         | 3:23     |  |
| 11. | «Vanilla Twilight»       |                         | 3:52     |  |
| 12. | «Tidal Wave»             | Young, Thiessen         | 3:10     |  |

| iTunes Bonus tracks |                           |              |          |  |
| N.º                 | Título                    | Escritor(es) | Duración |  |
| 13.                 | «Hello Seattle» (Remix)   |              | 5:53     |  |
| 14.                 | «If My Heart Was a House» |              | 4:06     |  |

### EdiciónDeluxe
| Disc 2 (No lanzado en Australia) |                           |              |          |  |
| N.º                              | Título                    | Escritor(es) | Duración |  |
| 1.                               | «Hot Air Balloon»         |              | 3:35     |  |
| 2.                               | «Butterfly Wings»         |              | 2:54     |  |
| 3.                               | «Rugs from Me to You»     |              | 1:27     |  |
| 4.                               | «Sunburn»                 |              | 3:47     |  |
| 5.                               | «Hello Seattle» (Remix)   |              | 5:53     |  |
| 6.                               | «If My Heart Was a House» |              | 4:06     |  |
| 7.                               | «Strawberry Avalanche»    |              | 3:18     |  |

| iTunes Bonus tracks |                                |              |          |  |
| N.º                 | Título                         | Escritor(es) | Duración |  |
| 8.                  | «Fireflies» (Adam Young Remix) |              | 3:12     |  |

## Créditos
Owl City
- Adam Young – cantante, teclados, batería, productor

Músicos adicionales y producción
- Breanne Duren – voces adicionales, acompañante en vivo
- Matthew Thiessen – voces adicionales, productor
- Melissa Morgan – voces adicionales
- Jolie Lindholm – voces adicionales
- Phil Peterson – chelo
- Steve Bursky – productor, administración
- Ted Jensen – masterzación
- Christopher Kornmann – dirección artística
- Imran Khan – diseño
- John Goodmanson – mezcla de audio
- Matthew Decker – batería

## Listas de éxitos
| Lista (2009)                           | Máxima posición |
| -------------------------------------- | --------------- |
| Australian ARIA Albums Chart           | 14              |
| Canadian Albums Chart                  | 20              |
| Lista de álbumes de Dinamarca          | 36              |
| Mega Top 100 de Holanda                | 77              |
| Irish Albums Chart                     | 16              |
| Lista japonesa de éxitos Oricon        | 17              |
| Lista de éxitos de los Países Bajos    | 65              |
| New Zealand Albums Chart               | 5               |
| South African Albums Chart             | 10              |
| Lista de éxitos de Suecia              | 39              |
| Lista de éxitos de Suiza               | 93              |
| UK Albums Chart                        | 7               |
| Billboard 200                          | 8               |
| U.S. Billboard Dance/Electronic Albums | 1               |
| U.S. Billboard Top Rock Albums         | 1               |
| U.S. Billboard Alternative Albums      | 1               |